# Германско-коста-риканские отношения
Германско-коста-риканские отношения — двусторонние дипломатические отношения между Германией и Коста-Рикой.

## История

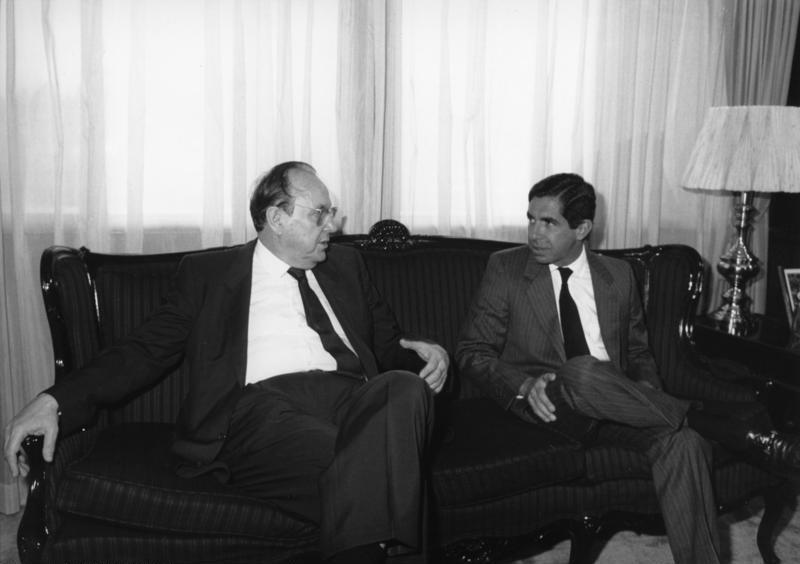
Ганс-Дитрих Геншер и Оскар Ариас Санчес на встрече в 1987 году.

В 1848 году Свободное государство Коста-Рика и Германский союз установили дипломатические отношения во время правления президента Коста-Рики Хосе Мария Кастро, который считал положительным фактом иммиграцию немцев в Коста-Рику. Хотя многие амбициозные проекты, продвигаемые Берлинским обществом колонизации дворянина Александра фон Бюлова, не были реализованы, достаточное количество немцев переехало жить в Коста-Рику.
С 1917 по 1918 год между странами были разорваны дипломатические отношения во время Первой мировой войны так как президент Коста-Рики Фредерико Тиноко Гранадос был настроен на союзнические отношения с США и объявил войну Германской империи . С началом Второй мировой войны дипломатические отношения между Коста-Рикой и нацистской Германией обострились. 29 сентября 1941 года президент Коста-Рики Рафаэль Анхель Кальдерон Гуардия разорвал дипломатические отношения с Германией после того, как Берлин приказал Коста-Рике отозвать свои консульские представительства из оккупированных Германией стран. 11 декабря 1941 года Коста-Рика объявила войну Германии, но не принимала активного участия в военных действиях.
В 1950 году посольство Соединённых Штатов Америки сообщило Коста-Рике, что на американской, британской и французской зонах оккупации была образована Федеративная Республика Германия. Граф Франц фон Таттенбах, который проживал в Коста-Рике с 1921 года, приложил личные усилия для восстановления дипломатических отношений между Федеративной Республикой Германия и Коста-Рикой. 30 апреля 1952 года правительство Коста-Рики официально установила дипломатические отношения с ФРГ.
Несмотря на факт установления дипломатических отношений обе страны оставались в состоянии войны. Во время президентства Хосе Фигереса Феррера страны заключили мирный договор во время его официального визита в ФРГ. С тех пор отношения между странами стали развиваться, Германия является одним из основных торговых партнёров Коста-Рики. В 1980-х годах Германия поддерживала мирные инициативы Коста-Рики по прекращению гражданских войн в Центральной Америке, а министр иностранных дел Германии Ганс-Дитрих Геншер был объявлен законодательным собранием Коста-Рики почетным гражданином страны.

## Торговля
Германия является одним из самых важных торговых партнеров Коста-Рики в Европейском союзе. В 2017 году Германия импортировала из Коста-Рики товаров на сумму около 522 млн. евро, а экспортировала в эту страну товаров на сумму около 234 млн. евро. Экспорт Германии в Коста-Рику: химические продукты, машинное оборудование, автомобили и автозапчасти. Экспорт Коста-Рики в Германию: продукты питания, измерительные приборы, оптика, а также электротовары. Коста-Рика является популярным местом отдыха для граждан Германии: в 2017 году эту страну посетили 71 000 германских туристов.

## Дипломатические представительства
- Германия имеет посольство в Сан-Хосе[7].
- Коста-Рика содержит посольство в Берлине[8] и консульство во Франкфурте[9].